# Stephanie Chase
Stephanie Chase, née en 1957 à Evanston (Illinois), est une violoniste et pédagogue américaine.

## Biographie
Elle a donné son premier concert public à l'âge de deux ans et a été reconnue en tant qu'enfant prodige. Elle a d'abord travaillé avec sa mère, Fannie Chase, avant de poursuivre ses études avec Sally Thomas au Juilliard School. Tandis qu'à l'adolescence elle se déplaçait toujours en Belgique pour étudier en privé avec Arthur Grumiaux, qui  « la tient en estime pour son énergie et la manière avec laquelle elle a mis en pratique ce qu'il lui a enseigné… (Elle) est restée l'une de ses élèves préférées. » Après son retour aux États-Unis, Chase a assisté au festival de Marlboro dans le Vermont au début des années 1980, où elle a reçu des cours particuliers de musique de chambre par Rudolf Serkin, Rudolf Firkusny, Felix Galimir, Samuel Rhodes, et David Soyer.  
Chase atteint la notoriété en gagnant une médaille au Concours international Tchaïkovski en 1982, un accomplissement qui est particulièrement remarquable en raison des relations extrêmement pauvres qui existaient alors entre les États-Unis et l'Union Soviétique plus le fait que le Président du jury, Leonid Kogan, avait deux de ses propres étudiants, Viktoria Mullova et Sergei Stadler, comme concourants.  
En 1986, Stephanie Chase fut invitée par l'Orchestre philharmonique de Hong Kong pour sa première tournée de concerts en République de Chine, sous la direction artistique de Kenneth Schermerhorn. L'année suivante, on lui a attribué le prestigieux Avery Fisher Career Grant. Son enregistrement du Concerto et des Romances pour violon de Beethoven, avec le Hanover Band, était le premier sur des instruments d'époque et comporte ses propres cadences. Il a été choisi comme « une des vingt exécutions les plus exceptionnelles dans l'histoire de l'enregistrement de l'œuvre » et honoré des récompenses les plus élevées par le magazine de musique de la BBC, dans une revue de H. C. Robbins Landon. L'expérience de Stephanie Chase du jeu sur instrument d'époque l'a amenée à rejoindre le critique musical du New York Times en censurant le violoncelliste Yo-Yo Ma pour une exécution sur un violoncelle « baroque » pour laquelle son violoncelle et l'archet n'étaient justement pas historiquement précis. 
En 2001, elle a fondé le Music of the Spheres Society (la société de la musique de sphères), qui est consacrée à l'exploration des liens entre la musique, la philosophie, et les sciences. Chase est un ancien membre de la société de musique de chambre de Boston (1982-1997) et a enregistré plusieurs œuvres avec cet ensemble.  
Son jeu est caractérisé par un « virtuosité en abondance, » avec une « grande intensité et une tonalité énorme, l'épitomé du violoniste moderne » et elle est « renommée pour son intonation impeccable. » Comme soliste, elle s'est produite dans vingt-cinq pays avec le New York philharmonique, plus les orchestres symphoniques de Londres, Chicago, Hong Kong, San Francisco, et Atlanta, parmi beaucoup d'autres. Elle possède un répertoire de plus de 50 concertos, et elle a été soliste en collaboration avec les chefs d'orchestre Zubin Mehta, Leonard Slatkin, Herbert Blomstedt, Frans Brüggen, Marin Alsop, Roy Goodman, Hugh Wolff et Stanislaw Skrowaczewski. Sa discographie englobe les concertos, la musique de chambre et inclut plusieurs premières mondiales. Chase est également une spécialiste de la pratique d'instruments d'époque et exécute souvent sur les deux types de violons. Ses arrangements d'œuvres de Sarasate et Paganini pour orchestre à cordes ont été exécutés par Itzhak Perlman et The American String Project.
Depuis 2007, Chase a programmé et a accueilli plusieurs événements au Centre de Philoctetes pour la série de « musique et d'imagination ». Chase est professeur auxiliaire de violon à l'école de Steinhardt à l'université de New York depuis 2006, elle enseigne aussi à la faculté Aaron Copland de musique, au Queens College de l'université de la Ville de New York). Autrefois membre des facultés du conservatoire de Boston et du Massachusetts Institute of Technology, elle a donné des cours de maîtrise dans tous les États-Unis et au Mexique, y compris au conservatoire de San Francisco, à la Rice University, la Southern Methodist University, l'Institut pour Les Instruments à Cordes (Dallas), et l'université du Texas (Austin). Elle est fréquemment jury dans les finales de concours de violon au Juilliard School.
Stephanie Chase joue sur un violon de 1742 fabriqué par Pietro Guarneri.